# SZD-34 Bocian 3
SZD-34 Bocian 3 – projekt polskiego dwumiejscowego szkolno-treningowego szybowca opracowany w Szybowcowym Zakładzie Doświadczalnym w Bielsku-Białej.

## Historia
W latach 1966–1967 w Szybowcowym Zakładzie Doświadczalnym pod kierownictwem inż. Tadeusza Łabucia został opracował projekt nowego szybowca szkolno-treningowego będący rozwinięciem projektu SZD-33 Bocian 3. Pomimo opracowania kompletu dokumentacji nie rozpoczęto budowy prototypu.
Na bazie projektu SZD-34 Bocian 3 skonstruowano szybowiec szkolny SZD-35 Bekas.